# 関西外国語大学
関西外国語大学（かんさいがいこくごだいがく、英語: Kansai Gaidai University）は、大阪府枚方市中宮東之町16-1に本部を置く日本の私立大学。1945年創立、1966年大学設置。大学の略称は関西外大（かんさいがいだい）、KGU（ケイジーユー）。

## 概要
キャッチコピーは「GO FOR IT! - 語学の、その先へ」。2025年8月現在、欧米を中心に全世界55カ国、423大学と提携し、海外留学数で全国トップを占めており、関西圏のマイナビ進学大学認知度調査においてグローバルな大学ランキング1位。THE日本大学ランキング2023の私立大学総合ランキングでは全国17位にランクインした。日経TOEICスコア調査2022（社会人の出身大学別TOEICスコアランキング）では全国9位、西日本で京都大学に次ぐ2位となっている。

## 沿革
- 1945年 大阪市東住吉区に谷本英学院を創立
- 1947年 関西外国語学校を開設
- 1953年 関西外国語短期大学を大阪市住吉区万代に開設、米英語科設置
- 1966年 関西外国語大学を枚方市北片鉾町に開設、外国語学部（英米語学科、スペイン語学科）設置
- 1971年 海外の大学との交換留学制度が発足
- 1972年 国際文化研究所を設立。アジア研究プログラムを開講
- 1973年 大学院外国語学研究科英語学専攻（修士課程）を開設
- 1976年 大学院外国語学研究科に言語文化専攻を増設。アジア研究プログラムを留学生別科とする
- 1979年 関西外大ハワイ校を開設
- 1979年 大学院に外国語大学では全国初の博士課程後期を設置
- 1980年 関西外大ハワイカレッジを開校
- 1984年 穂谷学舎開設（万代学舎を移転）
- 1992年 短期大学の名称を「関西外国語大学短期大学部」に変更
- 1994年 人権教育思想研究所を設置
  - 英名を「Kansai University of Foreign Studies」より「Kansai Gaidai University」に改名
- 1996年 国際言語学部国際言語コミュニケーション学科を設置
- 2002年 中宮学舎開学、総合体育館、グラウンドなどを残し、片鉾学舎から移転。片鉾学舎の一部の建物を枚方市に寄贈
- 2006年 大学基準協会による機関別認証評価をうけ同協会の定める大学基準に適合するとの認証をうける[5]
- 2009年 北京語言大学との連携により「関西外国語大学孔子学院」を開設（穂谷キャンパス内）
- 2011年 中宮学舎を拡大、英語キャリア学部英語キャリア学科を設置
- 2012年 中宮学舎にICC（インターナショナル・コミュニケーション・センター）を設置
- 2013年 英語キャリア学部英語キャリア学科に小学校教員コースを設置
  - 穂谷キャンパスの名称を「学研都市キャンパス」に変更
- 2014年 学研都市キャンパスの国際言語学部を英語国際学部英語国際学科に改組
- 2018年 中宮キャンパス近接地に御殿山キャンパスを開設、英語国際学部英語国際学科を移転。
- 2023年4月 - 国際共生学部（国際共生学科）を新設すると同時に、外国語学部「英語・デジタルコミュニケーション学科」を設置[6]。
- 2025年4月 - 英語国際学部に「アジア共創学科」を設置。
- 2025年11月‐創立80周年
- 2026年4月‐英語国際学部英語国際学科を「国際関係学専攻」と「グローバル・コミュニケーション学専攻」の2専攻制に

## 教育及び研究

### 組織

#### 学部
- 国際共生学部
  - 国際共生学科
- 英語キャリア学部
  - 英語キャリア学科
  - 英語キャリア学科小学校教員コース
- 外国語学部
  - 英米語学科
    - グローバル言語・文化コース
    - 国際関係・ビジネスコース
    - International and Global Studiesコース

  - 英語・デジタルコミュニケーション学科
  - スペイン語学科
    - グローバル言語・文化コース
    - 国際関係・ビジネスコース
    - International and Global Studiesコース

  - 国際日本学科
- 英語国際学部
  - 英語国際学科 国際関係学専攻、グローバル・コミュニケーション学専攻（2026年4月開設）
  - アジア共創学科

#### 短期大学部
- 短期大学部
  - 英米語学科
  - 未来キャリア英語学科

#### 別科
- 留学生別科

#### 研究科
- 外国語学研究科
  - 英語学専攻（博士課程前・後期）
  - 言語文化専攻（博士課程前・後期）

#### 教育・研究機関等
- 図書館学術情報センター
- 国際文化研究所
- 人権教育思想研究所
- 教職教育センター
- イベロアメリカ研究センター
- 関西外国語大学孔子学院
  - 中国語教育センター
  - 中国語教員養成センター
  - 中国語試験センター
  - 現代中国研究センター
  - 中国文化活動センター
  - 中国文化体験センター
  - 学院図書館
  - リソースセンター

### 研究・教育採択
- 特色ある大学教育支援プログラム
  - 授業方法等の複合的改善による英語教育実践（2003年）
- 現代的教育ニーズ取組支援プログラム
  - 「学生人材バンク派遣事業における地域国際化の推進」プロジェクト（2006年）
- 質の高い大学教育推進プログラム
  - 「ASEAN+3」大学コンソーシアム構想（2008年）
  - ファーストステージで学ぶの進化をカタチに（2008年）
- 大学教育・学生支援推進事業
  - 三位一体による就職支援システムの構築（2009年）

## 就職

### CA採用者数
- 例年、キャビンアテンダントの出身校ランキングで全国1位[7]。

### 企業人事部評価
- 日経CAREER MAGAZINE『価値ある大学2020年版　就職力ランキング』の「企業の人事担当者から見た大学のイメージ調査」において関西の私立大学で1位[8]。

## 教育の特色

### 特別プログラム
- Super IES（Intensive English Studies）プログラム

①４つの協定大学との協働プログラム
英語教育の分野で定評のある４つの海外協定大学と協働開発した、留学につながる特別な英語教育プログラム。関西外大が英語で学ぶ留学を推奨していることから、準備にも直接的に効果をあげるよう１～２年間の編成でカリキュラムが設定されている。すでに10年以上の実績を持つIES(Intensive English Studies)プログラムを、海外協定大学で実践されている英語教育と融合させ、担当教員を協定大学や招聘した教員に限定している。教授陣は、英語を母語としない人に英語教育を行う専門家ばかりで構成されるため、日本の大学にいながらにして、海外の英語教育プログラムに留学した場合と同レベルの授業を受けることになる。英語の4技能に加え、Content-based Approach（内容中心教授法）という手法により、上級のコンテンツを題材に、文脈のなかで英語を深く理解するため、授業によってはアメリカやオーストラリアの大学で実際に使われているテキストを教材として使用している。４大学はアラバマ大学（米）、アデレード大学（豪）、ノーステキサス大学（米）、ウェスタンオーストラリア大学（豪）。関西外大の英語キャリア学部・英語キャリア学科（全員必須）と外国語学部・英米語学科（選抜制）の２学科が対象とされる。
②関西外大IESプログラム
外国語学部英米語学科を対象としたプログラムで、選抜制。教授陣は、TEFL、TESL、TESOLの資格を取得したネイティヴ教員が担当する。
※スペイン語学科でもIESプログラムと同様のPIE（Programa Intensivo de Español）プログラム（２年次以上の学生を対象）が実施されている。
- 関西外大流グローバル人材育成プログラム

　海外留学と同レベルの学びを関西外大で実現し、関西外大の考えるグローバル人材を育成するため、2018年４月に開設したプログラム。高度な語学力を有し、多様な国や文化、民族、歴史、宗教への寛容さを持ち、客観的・論理的思考力を身に付けることに加え、コミュニケーション力、解決方法を探るネゴシエーション力、ものごとを推進するファシリテーション力を培う。海外の大学と同レベルの授業が展開されるこのプログラムは、ディスカッションが中心で、活発に発言する留学生と対等に議論することが求められる。開講科目は、国際関係や政治、歴史、経済、ビジネスなど60以上に及び、多国籍な留学生とのグループプロジェクトや、英語によるプレゼンテーションなどを通じて、約40カ国・地域からの留学生たちとともに学ぶことができる。授業はすべて英語で進められる。
- サービス・ホスピタリティ業界のリーダー育成プログラム

　外国語学部2年次生を対象に、国内外のホテルで将来経営に携わる人材を育成する「サービス・ホスピタリティ業界のリーダー育成プログラム」を、2018年9月より開設。2025年の大阪・関西万博開催に伴い、日本での統合型リゾート（ＩＲ）の開業や外資系ホテル等、関西への更なる進出に向けて、1万人規模以上の雇用が発生すると見込まれており、特に日本国内からのマネージャーとなる人材が求められている。プログラムは観光業界をめざす学生を対象に、マーケティングや会計などの科目を英語で受講し、国内ホテルでのインターンシップ、海外留学と海外でのインターンシップを行うことにより、海外のホテル等で就労可能な英語力と知識・スキルを身に付け、将来サービス・ホスピタリティ業界でリーダーとなる人材を育成する。

## 施設

### 中宮キャンパス
- 〒573-1001 大阪府枚方市中宮東之町16-1
- 在籍研究科 - 外国語学研究科
- 在籍学部
  - 英語キャリア学部
  - 外国語学部
  - 英語国際学部
  - 短期大学部
  - 留学生別科
- 設備
  - 谷本記念講堂
  - 国際交流センター
  - 図書館学術情報センター
  - 中宮体育館
  - 中宮第1・第2・第3グラウンド
  - 中宮テニスコート
  - トレーニングルーム
  - 多目的ルーム
  - ICC（インターナショナル・コミュニケーション・センター）
  - Hello,World.(VR演習ラウンジ・スタジオ)
  - 厚生北館
    - 第一食堂
    - 第二食堂
    - 馬鹿羅（中華バイキング）
    - 書店丸善
    - セブン-イレブン
    - 旅行会社アーク・スリー・インターナショナル
    - ATMコーナー（三井住友銀行、ゆうちょ銀行）

  - 1号館
    - スターバックスコーヒー

  - 厚生南館
    - 第3食堂
    - 日本庭園
- 交通アクセス : 京阪本線枚方市駅より京阪バスを利用。

中宮キャンパスの敷地は、元は隣接する小松製作所大阪工場の敷地の一部であった。なお、同工場は大阪陸軍造兵廠枚方製造所の払い下げにより開設された。

### 御殿山キャンパス・グローバルタウン
- 〒573-1193 大阪府枚方市御殿山南町6-1
- 在籍学部
  - 英語キャリア学部
  - 外国語学部
  - 英語国際学部
  - 短期大学部
  - 留学生別科
- 設備
  - GLOBAL COMMONS 結 -YUI-
  - ACADEMIC COMMONS
    - 事務局
    - 教員研究室
    - 教室

  - VILLA（低層教室）
    - 教室

  - LEARNING COMMONS（図書館学術情報センター）
    - CREATIVE AREA 華 -HANA-
    - PRESENTATION ROOM
    - ATELIER
    - CAFE INCONTRO

  - TANIMOTO HALL
  - CAFETERIA
  - CAFE COMMONS
    - スターバックスコーヒー　
    - コンビニ
    - 交通アクセス : 京阪電鉄枚方市駅より京阪バスを利用。

### 片鉾キャンパス（閉鎖済み）
- 〒573-1156 大阪府枚方市片鉾東町、他
- 在籍研究科 - なし
- 在籍学部 - なし
- 設備
  - 片鉾総合体育館
  - 片鉾テニスコート
  - 片鉾アーチェリー場
  - セミナールーム
  - 国際交流セミナーハウス
  - 2002年の中宮キャンパス開設までは、現在の車塚公園の大半（当時の北片鉾町、現在の車塚1丁目及び2丁目）を敷地に含み、そちらの方がキャンパスの中心であった。なお、片鉾図書館及び本館は、2002年にキャンパスが中宮に移転したことに伴い、2002年に枚方市へ寄贈され、現在は枚方市立中央図書館および「輝きプラザきらら」として使用されている。図書館は1994年に完成したものであり、完成後わずか8年で寄贈することになったものである。キャンパスの敷地は車塚公園や枚方市立やすらぎの杜（火葬場）などに転用されている。

### 学研都市キャンパス（閉鎖済み）
- 〒573-0195 大阪府枚方市穂谷1-10-1
- 設備
  - コミュニティーセンター
  - 穂谷セミナーハウス
  - 穂谷総合グラウンド
  - 穂谷第2グラウンド
  - 穂谷テニスコート
  - 穂谷ゴルフ練習場
  - 穂谷ジョギングコース
- 交通アクセス : 近鉄京都線新田辺駅およびJR学研都市線松井山手駅または京阪電鉄枚方市駅よりそれぞれ京阪バスを利用

2018年に閉鎖された

## 対外関係

### 社会との関わり
- 高大連携プログラムが実施されている。
- 大阪府下「まなびング」サポート事業に参加している。

### 国内交流
- 大学コンソーシアム大阪加盟

大阪府内の国立私立大学44大学が参加。
関西外国語大学は、30大学間の単位互換にも参加しており大阪大学、関西大学、近畿大学、大阪音楽大学等で開講されている講義の履修が可能である。
- 大阪経済大学単位互換制度

平成15年度より開始。
選抜された学生は、大阪経済大学にて開講されている講義を履修することが可能。取得した単位は関西外国語大学の単位として認定される。
- 全国外大連合

東京外国語大学
神田外語大学
名古屋外国語大学
京都外国語大学
関西外国語大学
神戸市外国語大学
長崎外国語大学

### 国際交流
- 海外留学提携校数は、全世界55カ国・地域 423大学（2025年8月現在）
- 交換提携校の一覧は公式サイトを確認。

- アルゼンチン
  - ブラスパスカル大学
  - ベルグラーノ大学
  - サルバドール大学

- オーストラリア
  - チャールズスタート大学
  - ディーキン大学
  - エディスコーワン大学
  - フリンダース大学
  - ラトローブ大学
  - マッコリー大学
  - マードック大学
  - クィーンズランド工科大学
  - サザンクロス大学
  - スウィンバーン工科大学
  - アデレード大学
  - ニューキャッスル大学
  - ニューサウスウェールズ大学
  - クィーンズランド大学
  - ウェスタンオーストラリア大学
  - キャンベラ大学
  - サウスオーストラリア大学
  - サンシャインコースト大学
  - ウェスタンシドニー大学

- オーストリア
  - 応用科学大学ヨアネウム
  - クラーゲンフルト大学
  - 応用科学大学クーフシュタイン
  - 応用科学大学ウィナーノイシュタッド

- ベルギー
  - リージェ大学
  - ベサリウス大学

- ブラジル
  - リオデジャネイロカトリック大学

- ブルガリア
  - ブルガリアアメリカン大学

- カナダ
  - ビショップス大学
  - キャモサン大学
  - ケープブレトン大学
  - カールトン大学
  - コンコーディア大学
  - ケベック州大学連合体
  - ハンバー大学
  - ヒューロン大学
  - ニューファンドランドメモリアル大学
  - ニピシン大学
  - セントメアリーズ大学
  - サイモンフレーザー大学
  - トレント大学
  - モントリオール大学
  - シェルブルック大学
  - ラバル大学
  - レスブリッジ大学
  - サスカチュワン大学

- チリ
  - チリカトリック大学

- 中国
  - 北京吉利大学
  - 内モンゴル師範大学
  - 吉林大学
  - 南開大学
  - 北方工業大学
  - 西安外国語大学
  - 上海外国語大学
  - 中山大学
  - 蘇州科技学院
  - 北京語言大学
  - 香港中文大学
  - 香港理工大学
  - 香港大学
  - 天津外国語学院
  - 天津理工大学

- コロンビア
  - 経営大学「セサ」

- チェコ
  - マサリック大学ブルノ

- デンマーク
  - オーフス大学

- ドミニカ共和国
  - サンディアゴ工科大学

- エクアドル
  - エクアドルカトリック大学
  - エスピリツサント大学
  - キトサンフランシスコ大学

- エジプト
  - カイロアメリカン大学

- エストニア
  - タルトゥ大学

- フィンランド
  - ラウレア応用科学大学
  - トゥルク経済大学
  - ヨエンス大学

- フランス
  - 西カトリック大学
  - カンヌ国際カレッジ
  - 外国貿易高等専門学校
  - 商業高等大学
  - PGSMビジネス大学連合
  - カン大学
  - サンテチエンヌ大学

- ドイツ
  - ヌルティンゲン大学
  - フリードリッヒシラーイエナ大学
  - ルートヴィヒスハーフェンビジネススクール
  - 応用科学大学デッゲンドルフ
  - バンベルク大学
  - テュービンゲン大学

- ギリシャ
  - インディアナポリス大学アテネ校

- ハンガリー
  - ペーチ大学

- アイスランド
  - アイスランド大学

- アイルランド
  - ダブリンシティ大学

- イタリア
  - カルロカッタネオ大学
  - サクロクオーレカトリック大学
  - ボローニャ大学
  - ペルージャ外国人大学

- ペルー
  - ペルー・カトリカ大学
- ケニア
  - ユナイテッドステイツ国際大学

この他に以下の国々の大学と提携している。
- 韓国 9校
- ラトビア 1校
- リトアニア 1校
- マルタ 1校
- マレーシア 1校
- メキシコ 5校
- モロッコ 5校
- ニュージーランド 4校
- オランダ 5校
- ノルウェー 2校
- フィリピン 1校
- ポーランド 1校
- ポルトガル 1校
- ロシア 1校
- シンガポール 2校
- 南アフリカ共和国 1校
- スペイン 11校
- スウェーデン 5校
- スイス 1校
- 台湾 2校
- タイ 2校
- トルコ 2校
- イギリス 9校
- アメリカ合衆国 153校
- ベトナム 1校

## 関西外大における留学
関西外大の留学制度の特色として、他大学が“英語を集中的に学ぶ”留学を提供しているのに対し、関西外大では“英語で専門分野を学ぶ”留学が選択肢に含まれることが一番に挙げられる。関西外大の留学プログラム（語学留学は除く）を使って留学を行う学生は、現地の大学で現地学生向けに開講されている専門性の高い授業を履修することが表向きには可能である。全世界405大学が開講している授業が履修可能なため、学びの範囲は幅広いともいえる（例：Art ・ Economics ・ History ・ Hospitality ・ International Relations ・ Mass Communication ・ Political Science ・ Psychology ・ Sociology ・ Woman Studiesなど多岐に渡る）。
- 提携校数こそ約400を超えるが、留学先の国･地域や大学は面談を通じて、大学側が決めるため、必ずしも学生個人の興味関心に沿う留学先や分野に強い大学に留学できる保証は無い。
- 海外留学生（16単位以上）派遣数において、2位の早稲田大学を大きく引き離し、日本一となっている。（2019年度）
- 全在籍者の50％に及ぶ学生が、関西外大の留学プログラムを使い、留学を経験している。
- 関西外大と派遣校2つの学位が取得可能な学位留学（旧ダブル・ディグリープログラム）が、アメリカ、オーストラリア、カナダ、スウェーデン、中国の大学との間で結ばれている。

### 関西外大から海外へ
- 年間約1,100人もの学生が、各々の留学プログラムに沿って、提携校に派遣されている。
- 多種多様な留学プログラム

関西外大とその提携校2つの学位が取得可能な学位留学（ダブル・ディグリープログラム）を筆頭に、休暇期間中に開かれる短期語学留学など、各学生のレベルに沿って、多種多様な留学プログラムが用意されている。無論、留学を希望する学生には学内での厳しい選考試験および書類審査が課されており、そのうち、学位留学と交換留学においては、書類審査（TOEIC･TOEFLスコア提出・出席状況・成績状況）、英語力試験、日本語面接、英語面接が課せられている。たとえ、これらの選考を全てパスしたとしても、続く留学準備コース（現地で開講されているものとほぼ同等の講義が英語で開講されている）で、理解力不足と判断された場合には、留学の取消がされる他、無事提携校に派遣されたとしても、派遣先大学で成績不良の場合は強制帰国させられるなど、高度な英語力と勤勉さが要求されている。

### 海外から関西外大へ
- 年間約1,000人に及ぶ留学生が、毎年春学期開始時期（2月）と秋学期開始時期（9月）に、それぞれ関西外国語大学留学生別科に入学している。
- Asian Studies Program

海外からの学生が関西外国語大学に留学する場合は、「Asian Studies Program」というプログラムに則っている。
留学生別科は、日本の大学では数少ない英語によって授業が開講されていることから、日本への留学を望む海外の学生からは広く認知されている。